# Elezioni generali in Perù del 2016
Le elezioni generali in Perù del 2016 si tennero il 10 aprile (primo turno) e il 5 giugno (secondo turno) per l'elezione del Presidente e il rinnovo del Congresso della Repubblica.

## Risultati

### Elezioni presidenziali
| Candidati             | Partiti                                     | I turno    | I turno | II turno   | II turno |
| Candidati             | Partiti                                     | Voti       | %       | Voti       | %        |
| --------------------- | ------------------------------------------- | ---------- | ------- | ---------- | -------- |
| Pedro Pablo Kuczynski | Peruviani per il Cambiamento                | 3 228 661  | 21,05   | 8 596 937  | 50,12    |
| Keiko Fujimori        | Forza Popolare                              | 6 115 073  | 39,86   | 8 555 880  | 49,88    |
| Verónika Mendoza      | Fronte Ampio                                | 2 874 940  | 18,74   |            |          |
| Alfredo Barnechea     | Azione Popolare                             | 1 069 360  | 6,97    |            |          |
| Alan García Pérez     | Alleanza Popolare (APRA - PPC - Vamos Perú) | 894 278    | 5,83    |            |          |
| Gregorio Santos       | Democrazia Diretta                          | 613 173    | 4,00    |            |          |
| Fernando Olivera      | Fronte della Speranza                       | 203 103    | 1,32    |            |          |
| Alejandro Toledo      | Perù Possibile                              | 200 012    | 1,30    |            |          |
| Miguel Hilario        | Progresando Perú                            | 75 870     | 0,49    |            |          |
| Ántero Flores-Aráoz   | Partido Político Orden                      | 65 673     | 0,43    |            |          |
| Totale                | Totale                                      | 15 340 143 | 100     | 17 152 817 | 100      |

- Non fu ammessa la candidatura di Cesar Acuña, sostenuto dall'Alleanza per il Progresso del Perù (AP - Somos Perú - RN)

### Elezioni parlamentari
| Liste                                                     | Voti       | %     | Seggi |
| --------------------------------------------------------- | ---------- | ----- | ----- |
| Forza Popolare                                            | 4 331 077  | 35,59 | 73    |
| Peruviani per il Cambiamento                              | 2 077 710  | 17,08 | 18    |
| Fronte Ampio                                              | 1 700 052  | 13,97 | 20    |
| Alleanza per il Progresso del Perù (AP - Somos Perú - RN) | 1 125 682  | 9,25  | 9     |
| Alleanza Popolare (APRA - PPC - Vamos Perú)               | 1 017 735  | 8,36  | 5     |
| Azione Popolare                                           | 877 734    | 7,21  | 5     |
| Democrazia Diretta                                        | 528 301    | 4,34  | –     |
| Perù Possibile                                            | 286 980    | 2,36  | –     |
| Fronte della Speranza                                     | 139 634    | 1,15  | –     |
| Partido Político Orden                                    | 68 474     | 0,56  | –     |
| Progresando Perú                                          | 14 663     | 0,12  | –     |
| Totale                                                    | 12 168 042 | 100   | 130   |

- Si ritirarono le liste di Partito di Solidarietà Nazionale, Partito Nazionalista Peruviano, Partito Umanista Peruviano, Perù Libertario e Perù Nazione.
- I 5 seggi di Alleanza Popolare furono tutti assegnati ad APRA.